# Giovanni Marracci
Pour les articles homonymes, voir Marracci.
Giovanni Marracci (Lucques, 1637 - Lucques, 1704) est un peintre italien du XVIIe siècle, qui a été surtout actif dans sa ville natale est ses environs.

## Biographie
Giovanni Marracci était un peintre italien de la période baroque, qui a été formé à Rome dans l'atelier de Pietro da Cortona, mais a travaille de façon indépendante à Lucques et dans ses villes voisines.
Parmi ses chefs-d'œuvre on trouve un Couronnement de Sainte Thérèse (aujourd'hui au Museo Nazionale de Villa Guinigi, Lucques). Il a également peint les fresques de la coupole de la chapelle de Sant'Ignazio dans l'église de San Giovanni, toujours à Lucques.
Il avait un jeune frère nommé Ippolito

## Œuvres
- Couronnement de Sainte Thérèse, Museo Nazionale di Villa Guinigi, Lucques.
- Fresques de la coupole de la chapelle de Sant'Ignazio, église de San Giovanni, Lucques.
- La création d'Adam,
- Vierge à l'Enfant,
- Saint Gaetan, église San Michele Arcangelo, Lucques[2].
- Retable, autel chapelle del Sagramento, église San Michele Arcangelo.
- Les Profanateurs chassés du Temple (fresque), église Santa Maria, Corteorlandini,Lucques[3].
- Nativité (fresque), église San Giusto, Lucques[4].

## Sources
- (en) Cet article est partiellement ou en totalité issu de l’article de Wikipédia en anglais intitulé « Giovanni Marracci » (voir la liste des auteurs).